# Corybas

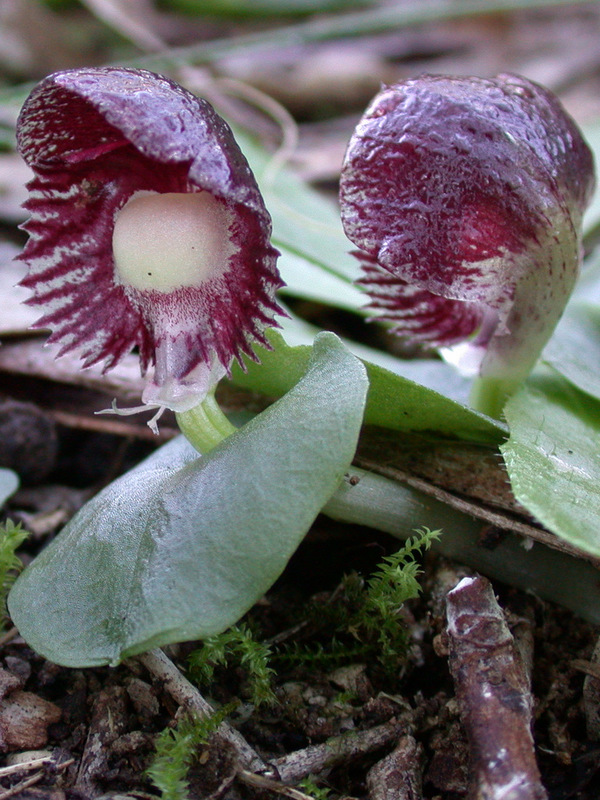
Corybas diemenicus

Corybas je rod orchidejí z podčeledi Orchidoideae. Jsou to drobné, pozemní nebo řidčeji epifytické byliny s podzemní hlízou, jedním přízemním listem a květem neobvyklého tvaru. Květy napodobují svým vzhledem houbu a lákají houbové mušky (bedlobytky), které je opylují. Plodem je tenkostěnná tobolka. Rod zahrnuje asi 120 druhů a je rozšířen v Asii, Austrálii, Novém Zélandu a Tichomoří. Největší počet druhů roste na Nové Guineji. Rostliny rostou na široké škále stanovišť od tropů až po chladné oblasti jižní polokoule.

## Popis
Orchideje rodu Corybas jsou drobné, pozemní nebo výjimečně epifytické byliny s podzemní kulovitou hlízou a jedním listem, podepírajícím jediný květ, který je v poměru k celkové velikosti rostliny relativně velký. Oddenek je tenký a dužnatý. Stonek je nevětvený, tenký a vzpřímený, u některých druhů jen krátký a podzemní. Rostliny mají většinou pouze jeden list (výjimečně dva), se srdčitou až široce vejčitou, většinou celokrajnou čepelí, obvykle s bělavou nebo červenou žilnatinou. List je tenký, plochý, přisedlý nebo krátce řapíkatý, často přitisklý k zemi. Hlavní žilky se u vrcholu listu sbíhají a jsou pospojované sekundární žilnatinou.
Květy jsou jednotlivé, vrcholové, téměř přisedlé, přetočené (resupinátní), zpravidla vzpřímené od listové báze.
Horní kališní lístek bývá kápovitý a přehnutý nad pysk.
Postranní kališní a korunní lístky jsou úzce čárkovité, volné nebo na bázi srostlé. Pysk je na bázi vyhloubený, trubicovitý, pak prohnutý, v horní části trubicovitý nebo rozšířený, s plochým nebo dovnitř stočeným, celistvým, zubatým nebo vroubkovaným okrajem. Na bázi pysku jsou dvě ouška nebo ostruhy.
Sloupek je krátký, s vrcholovou tyčinkou nesoucí 4 moučnaté brylky připojené přímo k lepkavému viscidiu. Blizna je celistvá, konkávní.
Plodem je šestižeberná, tenkostěnná tobolka, jejíž stopka se před puknutím plodu prodlužuje. Obsahuje mnoho drobných, světle zbarvených, křídlatých semen.

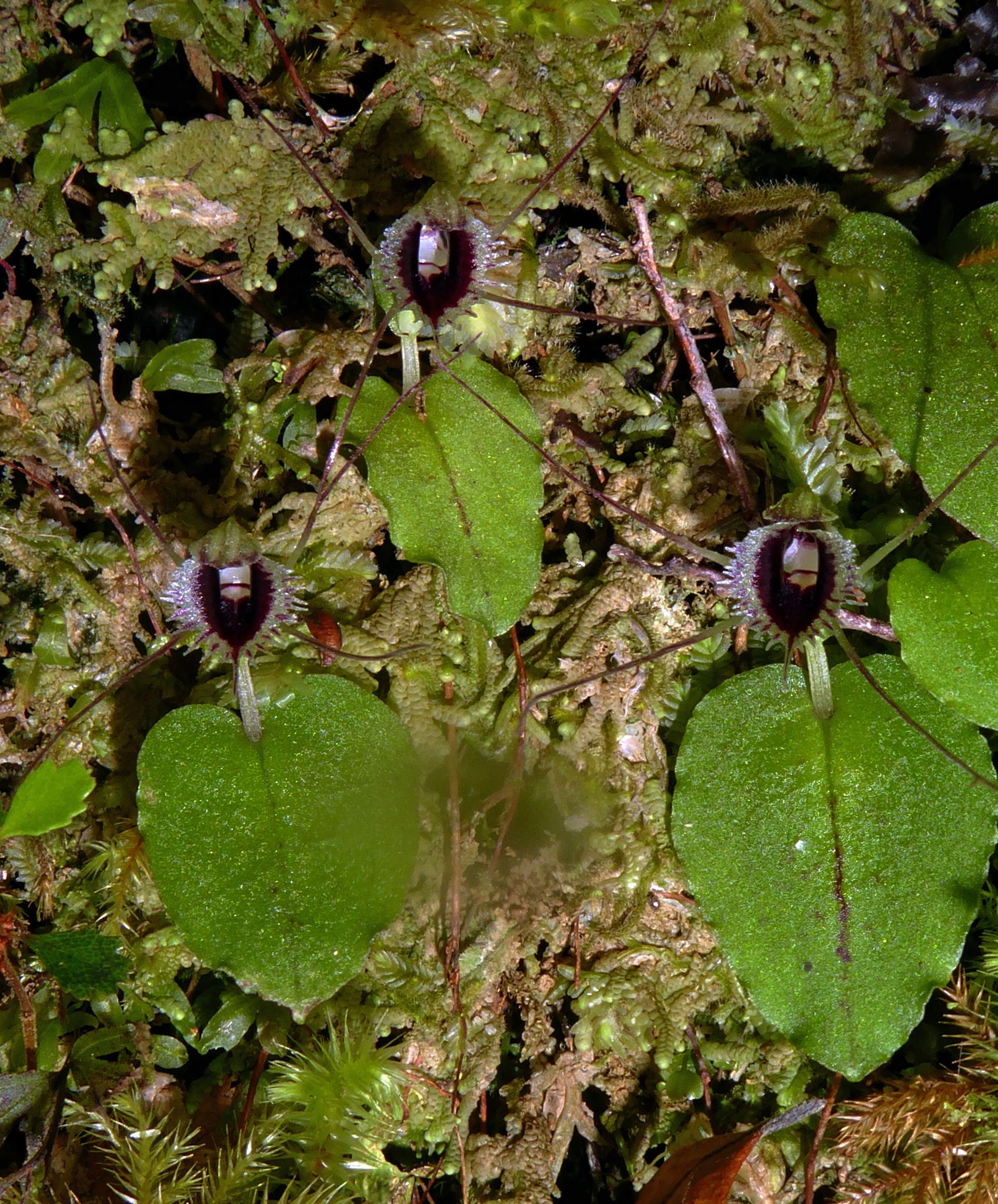
Porost Corybas oblongus
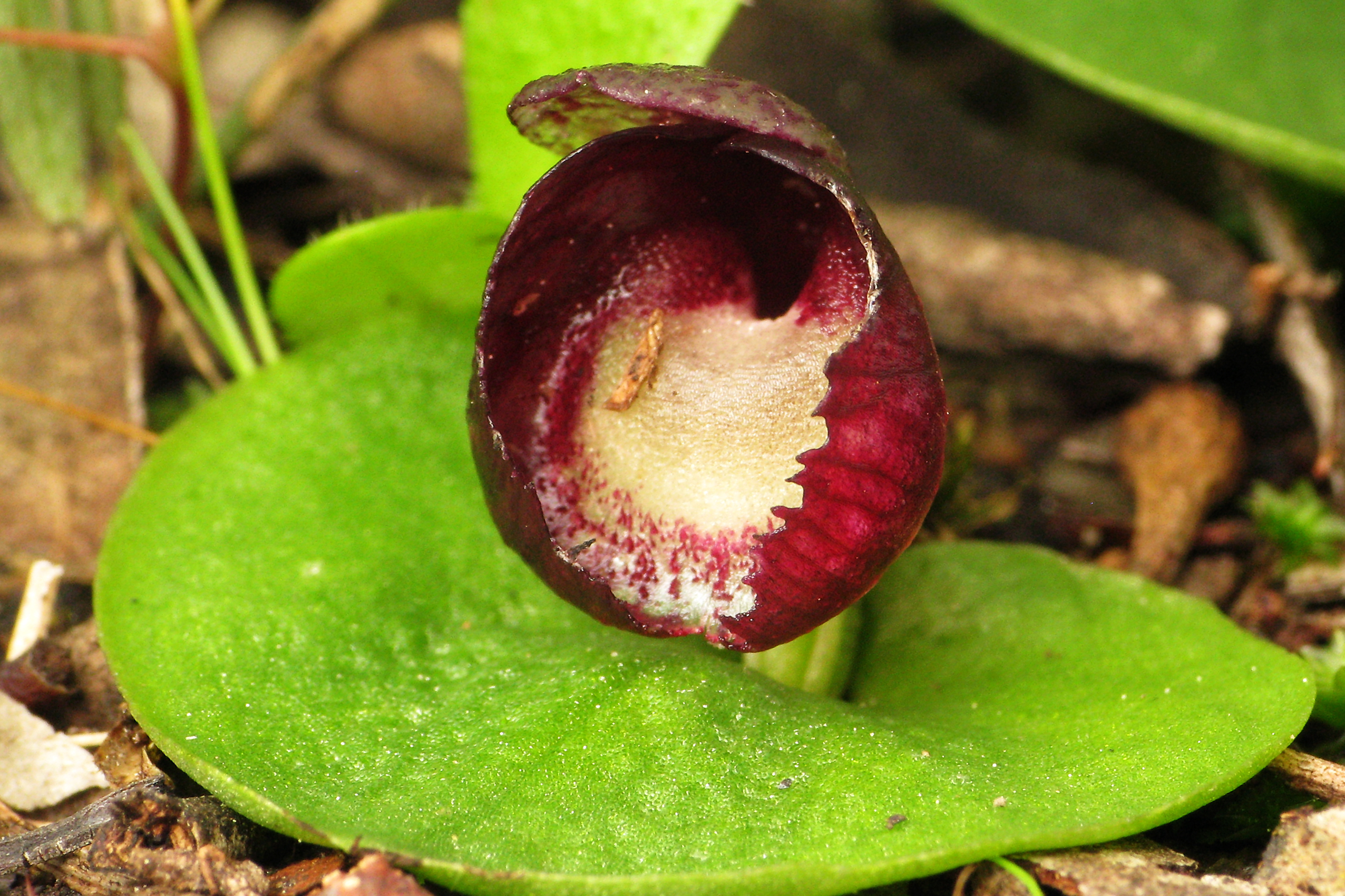
Corybas incurva
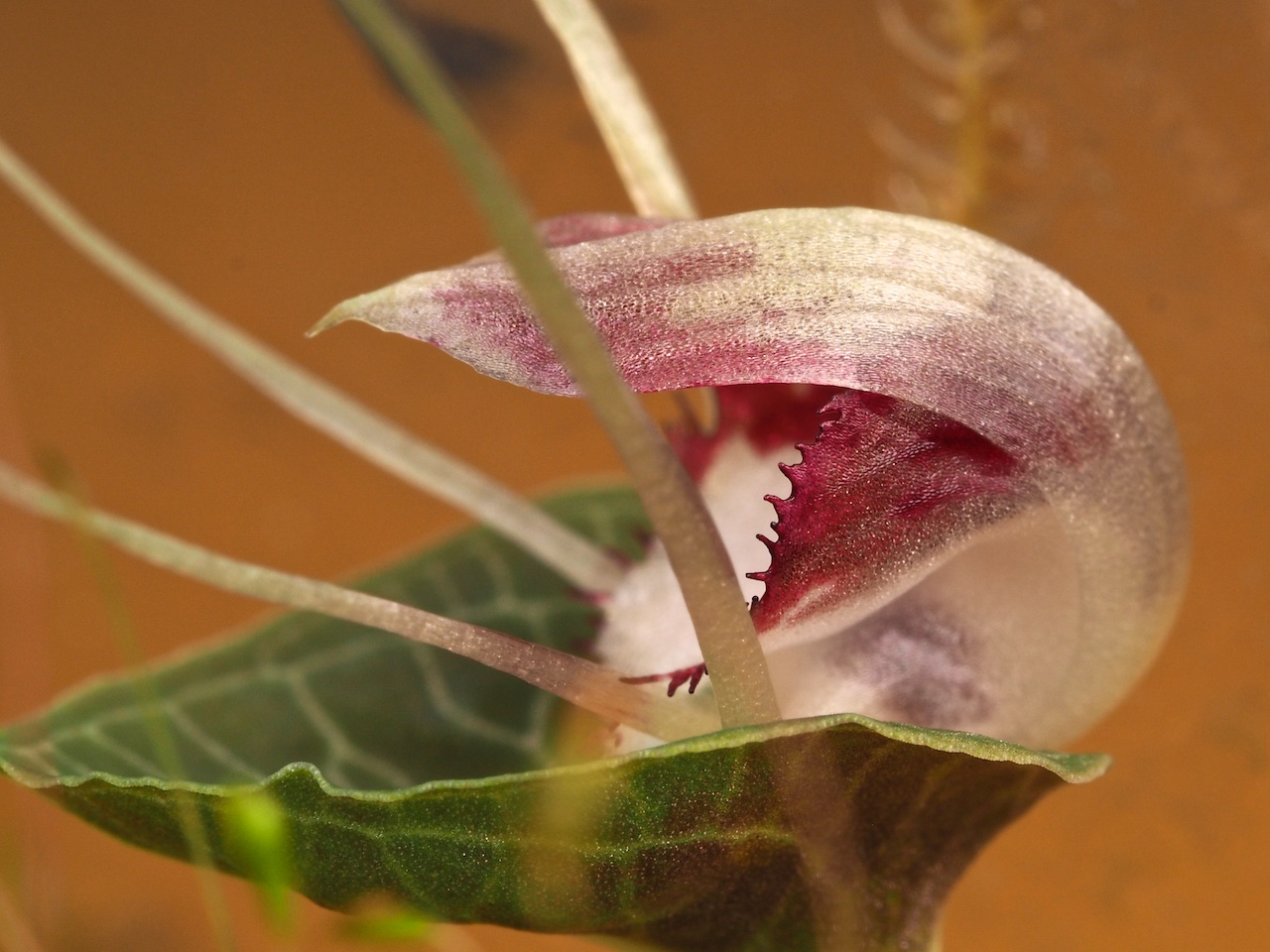
Corybas geminigibbus

## Rozšíření
Rod Corybas zahrnuje asi 120 až 148 druhů. Je rozšířen v Asii od Himálaje a jižní Číny přes Indočínu a jihovýchodní Asii po tichomořské ostrovy, v Austrálii a Novém Zélandu. Rod je zastoupen i na ostrovech jižně od Nového Zélandu (Aucklandovy ostrovy, Campbellův ostrov). Dva druhy (Corybas sulcatus, C. dienemus) rostou dokonce i na ostrově Macquarie, který již bývá řazen mezi subantarktické ostrovy. Centrum druhové diverzity je na Nové Guineji, odkud je udáváno asi 50 druhů, rostoucích zejména v horských polohách.
Rostliny se vyskytují od tropického pásu až po ostrovy s chladným, subantarktickým klimatem. Osídlují různé biotopy od nížin až po montánní a alpínské polohy. Druh Corybas aundensis vystupuje na Nové Guineji až do nadmořských výšek okolo 3600 metrů.

## Ekologické interakce
Květy svým vzhledem napodobují plodnice hub a neobsahují žádný nektar ani konzumovatelný pyl. Jsou opylovány muškami z čeledi bedlobytkovití (Mycetophilidae), jejichž larvy se houbami živí. Jak však bylo zjištěnou ve studii opylování novozélandského druhu Corybas cheesemanii, navštěvují je jak samičky, tak i samečci těchto mušek. Je to vysvětlováno tak, že tyto mušky využívají plodnice hub nejen ke kladení vajíček, ale i k páření.

## Taxonomie
Rod Corybas je v rámci čeledi Orchidaceae řazen do podčeledi Orchidoideae, tribu Diuridae a podtribu Acianthinae.
Po taxonomické stránce je dosud málo prozkoumaný, což je dáno jak drobným vzrůstem a obtížnou dohledatelností rostlin v terénu, tak i ztrátou důležitých diakritických znaků při herbářování.
V minulosti byly některé druhy řazeny do samostatných rodů Nematoceras a Singularybas.

## Pěstování
Některé temperátní australské druhy jsou poměrně dobře kultivovatelné ve skleníku. Jsou dosti stínomilné. Do klasického substrátu pro terestrické orchideje je vhodné přidat nezetlelé listí. Ve vegetativní době od konce léta až do pozdního jara vyžadují vyšší vlhkost. Na léto zatahují, hlízy by však ani v tomto období neměly přeschnout. Množí se dělením.